# 蒸気ブレーキ
蒸気ブレーキ（じょうきブレーキ）は、鉄道車両で使用されるブレーキ方式の一つである。

## 概要
蒸気ブレーキは、蒸気機関車において動力用に発生させた蒸気の一部を利用する制動方式で、加圧蒸気をブレーキシリンダーに導くことでブレーキをかけるものである。制動の原理は空気ブレーキ、特に直通ブレーキと同様であるが、圧縮空気を用いないので、通常は空気ブレーキの範疇には含めない。
空気圧縮機（エアーコンプレッサー）を持たないので構造は簡単であるが、機構上、蒸気圧が一定以上に上がっていないと使用できず、貫通ブレーキとしての使用にも不向きなので、機関車の制動のみを扱う単独ブレーキ（単弁）として使用された。
1833年に鉄道のブレーキとしては初めての動力によるブレーキとして、ジョージ・スチーブンソンにより発明された。初期は制動圧の調整が困難で車輪をロックさせてしまうことが多かったため、現場ではあまり使われなかったという。技術の進歩に従って用いられるようになったが、編成の長大化によって貫通ブレーキの必要性が高まり、それに対応できる真空ブレーキや空気ブレーキが発明されると、自車にしか効かない蒸気ブレーキは廃れていった。しかし、構造が簡単なため貫通ブレーキの普及が遅れた軽便鉄道の蒸気機関車ではその後も用いられた。また、日本国有鉄道でも戦時設計のB20形蒸気機関車は使用目的を構内での入換作業や小運転に限定することで構造の簡素化が図られ、ブレーキも蒸気圧使用の単独ブレーキのみ搭載した。
ライブスチームと呼ばれる実際に蒸気圧を使用する鉄道模型でも、軌間89mmや127mmなど人が乗って運転する大きさのモデルでは、蒸気ブレーキが取り付けられる製品がある。